# 4697 Новара
4697 Новара (4697 Novara, 1986 QO, 1971 SW2, 1989 GO7) — астероїд головного поясу, відкритий 26 серпня 1986 року.
Тіссеранів параметр щодо Юпітера — 3,484.